# 寺内小春
寺内 小春（てらうち こはる、1931年10月18日 - 2010年5月12日）は、日本の作家、脚本家。女性。

## 人物
京城府生まれ。その後、福島県に引き揚げ、福島県立安達高等学校卒業。
22歳で結婚し、子育てを経て35歳からシナリオ研究所を受講。TBSの大山勝美プロデューサーに認められ、1972年に田宮二郎主演の「知らない同志」を執筆。
その後、「華岡青洲の妻」で脚本家として本格デビューを果たす。「麗子の足」・「イキのいい奴」で第5回向田邦子賞（1985年度）を受賞。
「はね駒」（昭和61年放送NHK連続テレビ小説）ではギャラクシー賞を受賞。
2010年5月12日、心筋梗塞の為に死去。78歳没。

## テレビドラマ
- わたしは燁 TBS 1974-1975/
- さすらいの旅路 NTV 1977/原作 アレクサンドル・ビゾン「マダムＸ」
- 女のいくさ THK 1977
- おせん TBS 1977-78 原作 山本周五郎「柳橋物語」
- おていちゃん NHK 1978
- 路地の雪 CBC 1979/
- 遙かな坂　ANB　1979/原作 夏樹静子
- なっちゃんの写真館　NHK 1980/
- 和宮様御留 CX,1981/原作 有吉佐和子
- 愛の旅路 YTV 1981/原作 藤沢周平
- 思い出さないで!! NTV 1981/原作 仁木悦子「霧のむこうに」より
- 風の鳴る国境 TBS 1982/原作 角田房子
- 北航路 NHK 1982/
- いつか来た道 NHK 1983/原作 寿岳章子「過ぎたれど去らぬ日々」より
- 非行女教師 TBS 1983/
- 虞美人草　TBS　1984/演出 大山勝美、原作 夏目漱石
- さよならは涙を拭いてから　NTV　1984/
- 何も変った事はありません…　CBC　1984/
- 女・おんなの意地！　YTV　1984/出演 杉村春子、ミヤコ蝶々
- 不信のとき　CX　1984/原作 有吉佐和子
- 父からの贈りもの　NHK　1985/原作 長岡輝子「父からの贈りもの」
- 波の下の道　CBC　1985/
- 女の人差し指　TBS　1986/演出 久世光彦、原作 向田邦子「女の人差し指」「眠る盃」などより、第12回放送文化基金賞大賞受賞作品。
- 恋の面　TBS　1986/
- はね駒 NHK 1986
- イキのいい奴 NHK 1987/原作 師岡幸夫「神田鶴八鮨ばなし」より
- 麗子の足 TBS 1987/演出 久世光彦 原案・向田邦子「眠る盃」「無名仮名人名簿」など 第24回ギャラクシー奨励賞受賞作品。第５回向田邦子賞
- 明日の夜来ます　TBS　1987、
- 鏡の女　TBS　1987/演出 鴨下信一、
- 君の涙が見える　TBS　1987/原案・三紙隆志 出演 竹下景子
- アメリカ勤務を命ず NHK 1987/出演 小林稔侍、南果歩
- 男どき女どき TBS 1988/演出 久世光彦、原案：向田邦子「男どき女どき」「父の詫び状」など
- 続イキのいい奴　NHK　1988
- 桜子は微笑う　ANB　1988/演出 久世光彦　出演 松坂慶子、松田優作
- 道づれ　NHK　1988/出演 朝丘雪路、小林稔侍、野際陽子
- 冬陽の道　NHK　1989
- こんどの日曜日　TBS　1989/演出 鴨下信一
- 詩城の旅びと NHK 1989/原作 松本清張
- おとうと TBS 1990/原作 幸田文,出演 斉藤由貴
- 思い出トランプ TBS 1990/演出 久世光彦 原作 向田邦子
- 三姉妹　TBS　1990/演出 鴨下信一　原作 大佛次郎　出演 若尾文子、大原麗子、浅野ゆう子
- 囚われて　TBS　1991/演出 鴨下信一　原作 小池真理子　出演 大原麗子
- 智恵子と光太郎　NHK　1991/出演 佐久間良子、小林薫
- ミカドの淑女　ANB　1992/原作 林真理子
- D坂殺人事件　CX　1992/演出 久世光彦、原作 江戸川乱歩「D坂の殺人事件」出演 森光子、郷ひろみ、
- これから　CX　1993/ 出演 高倉健、田中裕子  1993年日本民間放送連盟賞テレビドラマ部門最優秀賞受賞作品。
- 踊子　TX　1993　演出 深町幸男、原作 永井荷風、出演 かたせ梨乃 放送文化基金優秀作品賞受賞作品。1993年日本民間放送連盟賞優秀賞受賞作品。第11回ATP賞'94グランプリ受賞作品。
- あにいもうと TX 1995 演出 深町幸男,原作・室生犀星
- 無影燈 TX 1996　演出 深町幸男　原作 渡辺淳一、出演 舘ひろし、黒木瞳
- かわうそ　TX 1996 演出 深町幸男,原作 向田邦子,出演 十朱幸代	1996年度ギャラクシー賞奨励賞受賞作品。
- 黄落 TX 1997 演出 深町幸男,原作 佐江衆一「黄落」

## 脚註
1. ↑  “第5回受賞者 寺内小春”. 東京ニュース通信社公式サイト.  東京ニュース通信社. 2025年4月22日閲覧。
2. ↑  【訃報】寺内小春さん（脚本家） 産経新聞 2010年7月30日閲覧